# Judo agli XI Giochi panafricani
Le competizioni di judo agli XI Giochi panafricani si sono svolte dal 13 al 15 settembre 2015.

## Podi

### Maschile
| Evento        | Oro                   | Argento                 | Bronzo                                       |
| fino a 60 kg  | Ahmed Abelrahman      | Kamel Haroune           | Fraj Dhuibi Nayr Garcia Pedro                |
| fino a 66 kg  | Houd Zourdani         | Ali Abdelmouaty         | Harnold Koussou Ouvelou Mohamed Abdelmawgoud |
| fino a 73 kg  | Mohamed Mohyeldin     | Faye Njie               | Emmanuel Nartey Edson Madeira                |
| fino a 81 kg  | Mohamed Abdelaal      | Paul Kibikal            | Abdelaziz Ben Ammar Ali Hazem                |
| fino a 90 kg  | Abderrahmane Benamadi | Oussama Mahmoud Snoussi | Dieudonne Dolassem Zack Piontek              |
| fino a 100 kg | Lyes Bouyacoub        | Anis Ben Khaled         | Baboukar Mane Seidou Nji Mouluh              |
| oltre 100 kg  | Faicel Jaballah       | Bilal Zouani            | Deo Gracia Ngokaba Khaled Selim              |

### Femminile
| Evento       | Oro                 | Argento                  | Bronzo                                   |
| fino a 48 kg | Yann Siccardi       | Olfa Saoudi              | Taciana Lima Fatima Bashir               |
| fino a 52 kg | Djazia Haddad       | Hela Ayari               | Franca Audu Salimata Fofana              |
| fino a 57 kg | Ratiba Tariket      | Zouleiha Abzetta Dabonne | Léa Buet Hortance Diedhiou               |
| fino a 63 kg | Hélène Wezeu Dombeu | Souad Belakhal           | Szandra Szögedi Meriem Bjaoui            |
| fino a 70 kg | Antónia Moreira     | Houda Miled              | Aicha Ben Abderahmane Nihel Bouchoucha   |
| fino a 78 kg | Kaouther Oullal     | Sarra Mzougui            | Rita Ebere Hortence Vane Mballa Atangana |
| oltre 78 kg  | Nihel Cheikh Rouhou | Sonia Asselah            | Sahar Trabelsi Nadine Wetie Diodjo       |

## Medagliere
| Pos.   | Paese          | Oro | Argento | Bronzo | Totale |
| ------ | -------------- | --- | ------- | ------ | ------ |
| 1      | Algeria        | 7   | 4       | 1      | 12     |
| 2      | Egitto         | 3   | 1       | 3      | 7      |
| 3      | Tunisia        | 2   | 6       | 5      | 13     |
| 4      | Camerun        | 1   | 0       | 4      | 5      |
| 5      | Angola         | 1   | 0       | 1      | 2      |
| 6      | Gabon          | 0   | 1       | 1      | 2      |
| 6      | Costa d'Avorio | 0   | 1       | 1      | 2      |
| 8      | Gambia         | 0   | 1       | 0      | 1      |
| 9      | Nigeria        | 0   | 0       | 3      | 3      |
| 9      | Senegal        | 0   | 0       | 3      | 3      |
| 11     | Ghana          | 0   | 0       | 2      | 2      |
| 12     | Rep. del Congo | 0   | 0       | 1      | 1      |
| 12     | Mozambico      | 0   | 0       | 1      | 1      |
| 12     | Sudafrica      | 0   | 0       | 1      | 1      |
| 12     | Guinea-Bissau  | 0   | 0       | 1      | 1      |
| Totale | Totale         | 14  | 14      | 28     | 56     |